# Esther (revista de Bruguera)
Esther fue una revista femenina publicada en España entre 1981 y 1985 por Editorial Bruguera. Su directora fue Monserrat Vives.

## Trayectoria editorial
Esther fue una de las dos revistas que Bruguera sacó en 1981, la otra fue Bruguelandia. Aprovechaba el éxito de la serie Esther y su mundo, que había presentado seis años antes al público español en Lily, incluyendo además otras series, fundamentalmente holandesas.
| Aparición | Números | Título                           | Título original      | Autoría                                                   | Procedencia                         |
| --------- | ------- | -------------------------------- | -------------------- | --------------------------------------------------------- | ----------------------------------- |
| 1980      |         | Esther                           | Patty's World        | Philip Douglas/Purita Campos                              | Syndication International           |
| 1980      |         | Montse, la amiga de los animales |                      | Jesús de Cos/Enrich                                       | Gina                                |
| 1980      |         | Valentina                        | Valentina Mela Verde | Grazia Nidasio                                            | Italiana, de "Corriere dei Ragazzi" |
| 1980      |         | Candy                            |                      |                                                           |                                     |
| 1980      |         | Mafalda                          |                      | Quino                                                     |                                     |
|           |         | Caty, la chica gato              | The Cat Girl         | Giorgio Giorgetti                                         | Syndication International           |
| 1980      |         | Tica y sus amigas                |                      | Guionistas: Isabel Coixet, Montse Vives Dibujante: Jiaser | Gina                                |
| 1980      |         | La familia feliz                 | The happy days       | Jenny Butterworth/Andrew J. Wilson                        |                                     |
| 1980      |         | Topi                             |                      |                                                           | D. C. Thompson                      |